# Saint-Mars-sur-Colmont
Saint-Mars-sur-Colmont è un comune francese di 449 abitanti situato nel dipartimento della Mayenne nella regione dei Paesi della Loira.

## Società

### Evoluzione demografica
Abitanti censiti